# Mercedes-Benz Classe S
La Mercedes-Benz Classe S è un'autovettura prodotta dalla casa automobilistica tedesca Mercedes-Benz, si tratta di una berlina di segmento F che si colloca come ammiraglia all'interno della gamma.

## Storia
Dalla seconda metà degli anni cinquanta (cioè dal modello "220 S - W 180 II", detto "Ponton", del 1956) la sigla S (iniziale di Sonderklasse che in tedesco significa classe speciale) ha caratterizzato i modelli Mercedes-Benz di maggior importanza per motorizzazioni, allestimenti, dimensioni, finiture e, naturalmente, per prezzo.
Dopo la serie "Ponton" si sono succeduti costantemente modelli con la sigla "S". Mentre le serie Ponton ed Heckflosse erano costituite solo in parte da modelli recanti la lettera S, a partire dalla serie W108/W109, tutti i modelli erano accompagnati nella loro denominazione da tale sigla. E infatti, la Casa stessa vede tale serie come la prima Serie S, sebbene tale denominazione sarebbe stata ufficialmente utilizzata solo a partire dal successivo modello W116.
Stretta correlazione è sussistita tra le berline della Classe S e le grandi coupé da essa derivate che alcune volte hanno anticipato addirittura le linee delle berline S successive. Questo fino al 2020, anno in cui l'ultima coupé derivata dalla Classe S è stata tolta di listino senza che la Casa di Stoccarda abbia in programma di sostituirla con un nuovo modello. 

### Progenitrici della Classe S
- W111 - W112, denominata Heckflosse ("pinne posteriori" in tedesco) per i modelli 230S, 230SE e 300 SEL. Il resto della gamma ancora non recava però la lettera S. Prodotta dal 1959 al 1965;
- W108 - W109 per i modelli 250 S/SE, 300 SE/SEL e 280 S/SE/SEL con varianti di motore 3.500, 4.500, 6.300. Serie già vista dalla Casa madre come potenziale Classe S, anche se non ufficialmente. Prodotta dal 1965 al 1972.

### Serie appartenenti alla Classe S
- W116 per i modelli 280 S/SE/SEL, 350 SE/SEL, 450 SE/SEL e 450 SEL 6.900. Si tratta ufficialmente della prima generazione Classe S della storia ed è stata prodotta dal 1972 al 1980;
- W126 per i modelli 280 SE/SEL, 380 SE/SEL, 420 SE/SEL, 500 SE/SEL, 560 SE/SEL. È la seconda generazione della Classe S, prodotta dal 1979 al 1991;
- W140 per i modelli S 280, S 300, S 300TD, S 350TD, S 420, S 500 e S 600. Terza generazione in ordine cronologico, è stata prodotta dal 1991 al 1998;
- W220 per la quarta generazione, prodotta dal 1998 al 2005;
- W221 per la quinta generazione, prodotta dal 2005 al 2013;
- W222 per la sesta generazione, prodotta dal 2013 al 2020;
- W223 per la settima generazione, in produzione dal 2020.

Fin dagli anni cinquanta la Mercedes-Benz ha profuso le maggiori ricerche nell'ambito della sicurezza attiva e passiva, applicandole dapprima alle versioni S e successivamente ai modelli di classe inferiore: tra le innovazioni introdotte occorre citare l'adozione delle zone di deformazione controllate nel 1951, del primo sistema frenante al mondo dotato di ABS sul modello W116 nel 1979, del primo airbag per il guidatore con pretensionatori SRS nel 1981 e nel 1987 del passeggero sul modello W126, l'adozione del sistema ESP (Electronic Stability Program) sul modello W140 nel 1995, del Distronic (cruise control adattivo) nel modello W220 nel 1998 e nel 2002 del Pre-Safe, e infine l'introduzione del sistema radar anticollisione nel modello W221 nel 2006 e della guida autonoma di terzo livello nel modello W223 nel 2020.

## Serie

### Prima serie (W116, 1972-1980)
La serie W116, come già detto, è considerata la prima vera Classe S, anche se è pur vero che i criteri di denominazione dei modelli, che prevedevano la lettera della classe di appartenenza davanti alla sigla numerica, sarebbero arrivati oltre vent'anni dopo. La serie W116 annovera anche alcuni primati, tra cui quello non indifferente di aver annoverato nella sua gamma il primo motore turbodiesel al mondo, sebben fosse stato previsto solo per il mercato statunitense.

### Seconda serie (W126, 1979-1991)
Si tratta della più longeva tra le Classe S finora prodotte: la sua produzione si è infatti protratta per ben dodici anni, dal 1979 al 1991, quando le sarebbe subentrata la serie successiva.

### Terza serie (W140, 1991-1998)
Questa nuova serie della Classe S ha avuto una sorta di doppia vita, nel senso che la sua carriera è iniziata adottando denominazioni tratte dai criteri utilizzati fino a quel momento, ma a metà della sua carriera ha preso a utilizzare le denominazioni attualmente in vigore, con la lettera S (che identifica la classe) che precede la sigla numerica.

### Quarta serie (W220, 1998-2005)
La serie W220, prodotta dal 1998 al 2005, è stata l'unico caso di Classe S di dimensioni leggermente più contenute rispetto al modello precedente. Ciò allo scopo di contenere il peso.

### Quinta serie (W221, 2005-2013)
La W221 del 2005 torna ad essere un'imponente berlina (o limousine nel caso della versione a passo lungo), dai notevoli contenuti e dal design assai moderno per l'epoca.

### Sesta serie (W222, 2013-2020)
La W222 introdotta nel 2013 è una vettura che vuole imporsi come la miglior berlina di rappresentanza al mondo per contenuti e lusso. Possiede numerosi dispositivi elettronici per il comfort e la sicurezza degli occupanti. È anche la prima vettura al mondo completamente priva di lampadine ad incandescenza, sia esternamente che internamente: al posto delle lampadine tradizionali, vi sono solo fasci di luci a LED.

### Settima serie (W223, dal 2020)
La W223 introdotta nel 2020 propone fra i vari contenuti da ammiraglia anche il sistema di guida autonoma di terzo livello, oltre al fatto di essere prevista con motorizzazioni ibride a benzina dotate di compressore elettrico. Il grande lavoro di profilatura alla galleria del vento ha permesso di ottenere per questo nuovo modello un Cx pari a 0,22.